# Sarny
Pour les articles homonymes, voir Sarny (homonymie).
Sarny (en ukrainien : Сарни ; en russe : Сарны ; en polonais : Sarny) est une ville de l'oblast de Rivne, en Ukraine, et le centre administratif du raïon de Sarny. Sa population s'élevait à 28 865 habitants en 2021.

## Géographie
Sarny est arrosée par la rivière Sloutch et se trouve à 85 km au nord-nord-est de Rivne et à 293 km à l'ouest-nord-ouest de Kiev.

## Histoire
Sarny fait partie de la principauté de Halytch-Volhynie avant d'être annexée par le grand-duché de Lituanie, puis par la république des Deux Nations (Pologne-Lituanie). À partir de 1795, elle est considérée comme faisant partie de l'Empire russe, dans le cadre du gouvernement de Volhynie. La ville actuelle de Sarny naît en 1885 avec le développement de la gare de Sarny, qui signifie « chèvres sauvages », cet animal étant très abondant dans la région. Le développement de la ville est étroitement lié au chemin de fer. En 1921, la ville devient polonaise. Elle compte alors 5 931 habitants. Elle est le siège d'un comté de Sarny, d'abord dans la voïvodie de Polésie, puis, à partir de 1930, dans la voïvodie de Volhynie.
Au cours des années 1930, les autorités militaires polonaises construisent un certain nombre de fortifications dans la région de Sarny, connues sous le nom de zone fortifiée de Sarny (Sarnenski Rejon Umocniony), le long de la rivière Sloutch. Le 17 septembre 1939, à la suite de l'invasion soviétique de la Pologne orientale, la zone fortifiée de Sarny, défendue par un petit nombre de soldats du Corps de protection des frontières, subit l'attaque de la 60e division de fusiliers soviétique. Les Polonais résistèrent pendant trois jours malgré la supériorité écrasante des forces soviétiques. La région fut ensuite annexée par l'Union soviétique et rattachée à la république socialiste soviétique d'Ukraine.
En juin 1941, Sarny fut occupée par l'Allemagne nazie. Les 27 et 28 août 1942, environ 14 000 Juifs de Volhynie, regroupés dans le ghetto de Sarny, furent massacrés ((en) massacre de Sarny). Cinq cents parvinrent néanmoins à s'enfuir dans les forêts voisines et une centaine d'entre eux survécurent à la guerre. La ville fut reprise par l'Armée rouge en 1944.
Aujourd'hui, Sarny est un carrefour ferroviaire majeur de l'Ukraine avec sa gare ferroviaire.

## Population
Recensements ou estimations de la population :
| 1939   | 1959*  | 1970*  | 1979*  | 1989*  | 2001*  |
| ------ | ------ | ------ | ------ | ------ | ------ |
| 13 400 | 10 174 | 15 409 | 19 137 | 28 269 | 28 144 |

| 2012   | 2013   | 2014   | 2015   | 2016   | 2017   |
| ------ | ------ | ------ | ------ | ------ | ------ |
| 28 744 | 28 625 | 28 835 | 28 911 | 29 019 | 29 137 |

| 2018   | 2019   | 2020   | 2021   | - | - |
| ------ | ------ | ------ | ------ | - | - |
| 29 260 | 29 205 | 29 066 | 28 865 | - | - |